# Чарклик (повіт)
39°01′14″ пн. ш. 88°10′08″ сх. д. / 39.02049° пн. ш. 88.16899° сх. д.
Чарклик, Чаклик або Жоцян (уйг. چاقىلىق ناھىيىسى/ Chaqiliq Nahiyisi, кит. 若羌县, пін. Ruòqiāng Xiàn) — повіт Баянгол-Монгольської автономної префектури в Сіньцзян-Уйгурському автономному районі Китаю. Адміністративний центр — містечко Жоцян.

## Географія
Повіт розташований на південному сході автономного округу і межує з повітами Черчен і Лобнор Баянгол-Монгольської автономної префектури та префектурами Турфан і Хамі.
Південь повіту лежить в горах Аркатаг, центральна частина з Алтинтагу спускається в пустелю Лобнор і далі на північ переходить в гори Куруктаг. На північному сході повіту лежить пустеля Кумтаг.

### Клімат
Чарклик лежить у зоні, котра характеризується кліматом пустель помірного поясу. Найтепліший місяць — липень із середньою температурою 27,9 °C. Найхолодніший місяць — січень, із середньою температурою -7,5 °С.
| Клімат повіту Чарклик                              | Клімат повіту Чарклик | Клімат повіту Чарклик | Клімат повіту Чарклик | Клімат повіту Чарклик | Клімат повіту Чарклик | Клімат повіту Чарклик | Клімат повіту Чарклик | Клімат повіту Чарклик | Клімат повіту Чарклик | Клімат повіту Чарклик | Клімат повіту Чарклик | Клімат повіту Чарклик | Клімат повіту Чарклик |
| Показник                                           | Січ.                  | Лют.                  | Бер.                  | Квіт.                 | Трав.                 | Черв.                 | Лип.                  | Серп.                 | Вер.                  | Жовт.                 | Лист.                 | Груд.                 | Рік                   |
| Середній максимум, °C                              | −0,6                  | 6,9                   | 16,8                  | 25,2                  | 30,3                  | 34,5                  | 36,3                  | 34,9                  | 29,9                  | 21,6                  | 10,8                  | 1                     | 20,6                  |
| Середня температура, °C                            | −7,5                  | −0,9                  | 8,2                   | 16,4                  | 21,4                  | 26,1                  | 27,9                  | 26                    | 19,8                  | 10,9                  | 2,2                   | −5,7                  | 12,1                  |
| Середній мінімум, °C                               | −13                   | −7,4                  | 0,3                   | 8                     | 12,6                  | 17,6                  | 19,7                  | 17,7                  | 11,6                  | 3,2                   | −3,7                  | −10,6                 | 4,7                   |
| Норма опадів, мм                                   | 1.3                   | 0.5                   | 0.6                   | 1                     | 3.3                   | 8.2                   | 9.5                   | 6.4                   | 1.2                   | 0.4                   | 0.6                   | 1.5                   | 34.5                  |
| Вологість повітря, %                               | 56                    | 43                    | 29                    | 26                    | 31                    | 36                    | 40                    | 42                    | 45                    | 48                    | 51                    | 60                    | 42                    |
| -------------------------------------------------- | --------------------- | --------------------- | --------------------- | --------------------- | --------------------- | --------------------- | --------------------- | --------------------- | --------------------- | --------------------- | --------------------- | --------------------- | --------------------- |
| Джерело: Дані метеостанції №51777 (КНР, 1991-2020) |                       |                       |                       |                       |                       |                       |                       |                       |                       |                       |                       |                       |                       |